# Ali ibn Ridwan
Abu'l Hasan Ali ibn Ridwan Al-Misri (988 - 1061) était un médecin, un astrologue et un astronome égyptien.
Ali ibn Ridwan était un commentateur de la médecine antique grecque. Il étudiait en particulier les textes de Claude Galien dans l'Ars Parva traduite par Gérard de Crémone.
Le travail qui l'a rendu célèbre est son observation détaillée de la supernova connue sous le nom de SN 1006. Il s'agit de la description la plus complète sur cet astre qu'il a observé en 1006.
Selon Alistair Cameron Crombie, il a contribué à la théorie de l'induction et s'est engagé dans une polémique célèbre contre un médecin de Bagdad, Ibn Butlan.